# Давньоримська релігія
Давньори́мська релі́гія — одна з політеїстичних систем рабовласницького суспільства з пережитками релігійних уявлень епохи родового ладу, зазнала активного впливу грецької релігії. По суті рання римська релігія була однією з форм анімізму.

## Основи
Основною ланкою господарювання римської громади було хліборобство. Тому для давньоримської релігії характерна віра в духів — покровителів природи, сільського життя і хліборобства. Патріархальність життя зумовила також особливу шану та обожнювання душ предків як покровителів домашнього вогнища — ларів, пенатів та ін. У культі дерев, землі, каміння, деяких тварин відбито риси фетишизму й тотемізму.
Поступово з маси дрібних божків, які уособлювали сили природи і вважалися покровителями тих чи тих явищ дійсності, релігійна свідомість стародавніх римлян стала виділяти окремих головних богів. До цього періоду належить і виникнення численних міфів про богів. Римська міфологія зазнала величезного впливу грецької міфології.
З утворенням класів і держави боги давньоримської релігії (їх було близько 30) стали загальнодержавними, не пов'язаними з певною територією. Оформлення пантеону було насамперед справою вельможних та жерців. Поряд з такими богами, як Юпітер і Марс, що ставали дедалі могутнішими, існувало безліч менших богів, духів, котрі опікувалися окремими життєвими чи господарськими справами.
Народні маси нерідко поклонялись богам не тільки не популярним у вищих верствах, а навіть таким богам, якими вельможні гордували. В епоху імперії улюбленим богом рабів був Сільван. Найвищим серед державних богів, «батьком богів», що уособлював могутність Риму, вважався Юпітер. У Римі для всіх громадян був установлений обов'язковий культ так званої трійці (Юпітера, Юнони й Мінерви).
У римському релігійному культі суворо зберігалися старовинні традиції, що сягали родового ладу. Між богом і людиною ніколи не доходило до фамільярності. Одіссей, який сперечався з Афіною, Діомед, який боровся з Афродітою, усі сварки й любовні інтриги грецьких героїв з Олімпом були для римлянина незрозумілі.
Досконало розроблена система жертвоприношень та обрядів становила все релігійне життя римлян. З-поміж жерців виділялася колегія понтифіків, яку очолював «великий понтифік» (Pontifex Maximus).

## Вплив чужоземних релігій
Унаслідок постійних контактів з іншими народами римська релігія зазнала великого впливу чужоземних вірувань. Наприклад, Юнона й Мінерва були етруського походження. Від етрусків запозичено численні релігійні обряди й організацію жрецьких колегій. Під впливом греків відбулося майже цілковите ототожнення римських богів з грецькими. У римлян був звичай після завоювання якогось міста переселяти до своєї столиці богів переможених, щоб викликати до себе їхню прихильність і вберегтися від їхнього гніву. Ось як, наприклад, римляни закликали до себе карфагенських богів. Жрець проголошував урочисте заклинання: «Боже чи богине, що поширюєте опіку над народом і державою карфагенян, ви, що є покровителями цього міста, до вас звертаюся з молитвами, вам віддаю шану, у вас милості прошу, щоб покинули народ і державу карфагенян, щоб покинули їхні храми, щоб від них пішли. Перейдіть до мене, до Риму. Нехай наше місто і храми будуть вам приємніші. Будьте ласкаві й прихильні до мене, і до народу римського, і до наших воїнів так, як ми цього хочемо і як це розуміємо. Якщо зробите так, обіцяю, що вам спорудять храми і справлятимуть на вашу честь ігри».
Перетворення Риму на середземноморську державу спричинило чималий вплив східних культур. З Малої Азії в II ст. до н. е. до Риму проник культ богині Кібели. У добу імперії дуже поширився культ єгипетської Ісіди, фригійського Аттіса, сирійської Атаргатіс, каппадокійської Беллони, іранського Мітри.
Для релігійного життя періоду пізньої імперії характерний синкретизм. У Римі розмаїті обряди, вірування, боги поступово зливалися. Усунення богів значною мірою залежало від надання однакових функцій різним божествам. Певного бога вважали всемогутнім, йому давали атрибути всіх інших. Це було наслідком підриву політеїстичної системи давньоримської релігії і переходу римлян до монотеїзму.

## Перехід до християнства
Загальна криза рабовласницького ладу (з початку нової ери і особливо в III—V ст. н. е.) викликала глибокі соціальні та ідеологічні зміни в житті римського суспільства, стала частковою причиною переходу величезних мас людей від політеїстичної релігії до християнства.